# Condado de Union (Misisipi)
El condado de Union (en inglés: Union County), fundado en 1870, es un condado del estado estadounidense de Misisipi. En el año 2000 tenía una población de 25.362 habitantes con una densidad poblacional de 24 personas por km². Las sede del condado es New Albany.

## Geografía
Según la Oficina del Censo, el condado tiene un área total de 1080 km² (417 mi²), de la cual 1075 km² (415,1 mi²) es tierra y 5 km² (1,9 mi²) es agua.

## Demografía
En el 2000 la renta per cápita promedia del condado era de $ 32,682, y el ingreso promedio para una familia era de $39,666. El ingreso per cápita para el condado era de $15,700. En 2000 los hombres tenían un ingreso per cápita de $29,087 frente a $21,418 para las mujeres. Alrededor del 12.60% de la población estaba bajo el umbral de pobreza nacional.

## Condados adyacentes
- Condado de Benton y Condado de Tippah (norte)
- Condado de Prentiss (este)
- Condado de Lee (sureste)
- Condado de Pontotoc (sur)
- Condado de Lafayette (suroeste)
- Condado de Marshall (noroeste)

## Localidades
Ciudades y pueblos
- New Albany
- Myrtle
- Sherman (la mayoría en el condado de Pontotoc y una pequeña parte en el condado de Lee)
- Blue Springs

Áreas no incorporadas
- Etta
- Ingomar
- Enterprise
- New Harmony
- Jugfork

## Principales carreteras
- U.S. Highway 78
- Carretera 9
- Carretera 15
- Carretera 30
- Carretera 178